# MTV Classic (Italia)
MTV Classic è stato un canale televisivo a pagamento prodotto da MTV Italia S.r.l. e dedicato alla musica anni '70, '80 e '90.

## Storia
Il canale inizia le trasmissioni il 1º ottobre 2007 con l'identificativo di MTV Gold sulla piattaforma satellitare Sky Italia al canale 705.
Il target commerciale di riferimento era quello dei 15-45 anni ed inoltre aveva a disposizione l'intera libreria musicale di Videomusic. Oltre a proporre una selezione di tutti i video degli anni d'oro della musica, trasmetteva anche storici documentari e concerti di personaggi del mondo della musica del passato e non.
A partire dal 10 gennaio 2011 MTV Gold subisce un rebranding, diventando MTV Classic.
MTV Classic chiude definitivamente il 1º agosto 2015.

## Programmi
- 3x1
- 5x1
- 100% Classici
- Classic Albums
- Classici 2000
- Karaoke Box
- Pop Up Videos
- Star Wars
- 80vs90
- Top 20

## Loghi

1º ottobre 2007 - 1º luglio 2009
1º luglio 2009 - 10 gennaio 2011
10 gennaio 2011 - 1º luglio 2011
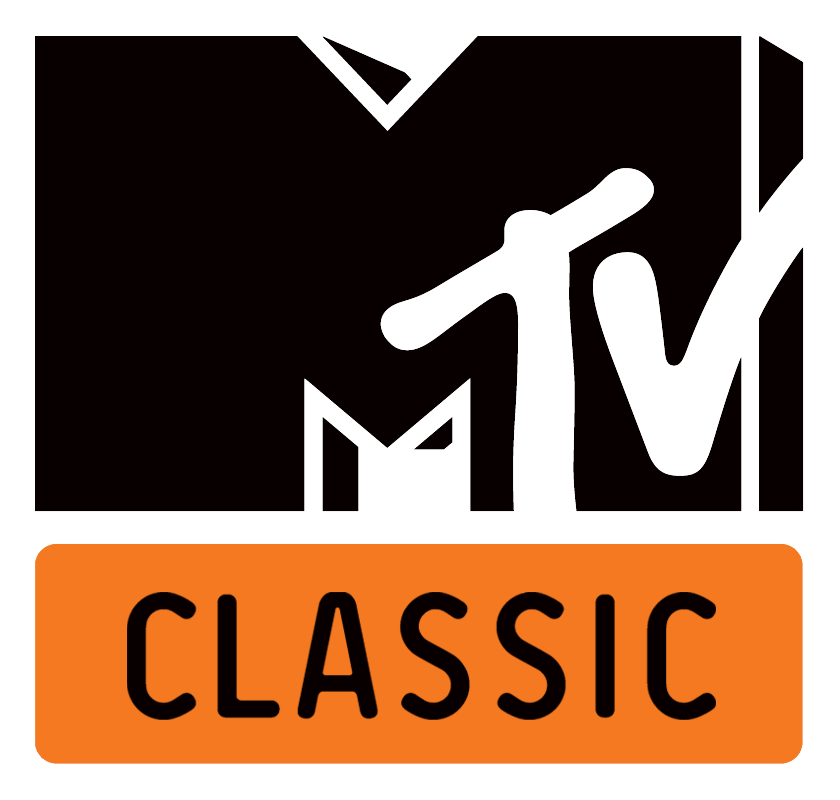
1º luglio 2011 - 29 ottobre 2013
29 ottobre 2013 - 1º agosto 2015